# Ojos azules (canción)
«Ojos azules» es un taquirari escrito por el compositor boliviano Gilberto Rojas Enríquez en 1947.

## Origen
Sobre su origen existen diferentes versiones, si bien el registro de la composición fue realizado en 1947 en la Sociedad Argentina de Autores y Compositores (SADAIC) por Gilberto Rojas, existen otras hipótesis que plantean que originalmente se trata de una canción popular andina presente en la tradición oral de sus habitantes.
Esta canción, que también se interpreta como un huayno, se atribuyó erróneamente al peruano Manuel Casazola Huancco, y fue presentada como una canción del norte de Chile por la cantante Violeta Parra durante su concierto en Ginebra en 1965.
De acuerdo al libro El wayno del Cusco de Josafat Roel Pineda, publicado en 1959, el origen de esta canción se encuentra en el huayno tradicional cusqueño «Ojos bonitos», los dos párrafos del huayno fueron registrados por un informante cusqueño que entregó al autor una lista de huaynos que recordaba de su niñez y que había transcrito desde 1915.

## Interpretaciones
«Ojos azules» ha sido interpretado por  grupos de diferentes países de la región de Los Andes, como por ejemplo:

### Argentina
- Los Cantores del Alba (1963)[8][fuente cuestionable]
- Los Chaskis (1976)[9][fuente cuestionable]
- Mercedes Sosa[10]
- Natalia Doco

### Bolivia
- Las Kantutas, integrada por Irma Vásquez y Alicia Sáenz
- Dueto de las hermanas Espinoza.[2]
- Los Kjarkas
- Maria Juana
- Jorge Eduardo
- Esther Marisol y Chaqueño Palavecino

### Colombia
- Grupo Chimizapagua

### Chile
- Camila Moreno[11]
- Inti Illimani
- Violeta Parra

### Perú
- Los uros del Titicaca
- Magaly Solier
- Gianmarco[12]
- Daniel Lazo[13]
- Juan Diego Flórez
- Milena Warthon[14]